# Cenerentola a New York
Cenerentola a New York (Time of Your Life) è una serie televisiva statunitense prodotta dal 1999 al 2000.
È lo spin-off della serie TV Cinque in famiglia, dove esordì una giovanissima Jennifer Love Hewitt con il personaggio di Sarah Reeves, fidanzata con uno dei fratelli Salinger, Bailey (Scott Wolf); Jennifer è stata nel cast fisso di Cinque in famiglia dall'inizio della seconda stagione ai primissimi episodi della sesta, giusto il tempo di fare le valigie e trasferirsi da San Francisco a New York in cerca del padre, dando appunto vita a questo spin-off.
Cenerentola a New York è stata trasmessa in prima visione negli Stati Uniti da Fox, mentre in Italia è andata in onda su Italia 1 nel 2001.

## Trama
Sarah Reeves è stata il primo vero amore di Bailey Salinger; i due hanno vissuto insieme un grande amore tra alti e bassi durato ben 4 anni, ma Sarah ad un certo punto decide di seguire un suo vecchio desiderio e, lasciati i Salinger, si trasferisce a New York in cerca del padre.
Sarah cerca subito il vecchio appartamento dove visse la madre quando era un'attrice alle prime armi, e vi trova la giovane aspirante attrice Romy Sullivan; fortunatamente Sarah convince Romy a prenderla come coinquilina e così riesce a trasferirsi nell'appartamento; lì conosce Cecilia, la padrona di casa, Mag, il ragazzo che lavora nel negozio di musica dietro l'angolo (un potenziale fidanzato), Joss, la sua collega di lavoro al bar "amica con benefici" di Mag, e J.B., un ragazzo che abita nell'appartamento di fronte quello di Sarah e Romy, e potenziale interesse amoroso di quest'ultima.
Con questo gruppo di nuovi amici, Sarah cerca quindi di sfondare come attrice e di trovare il padre che l'ha abbandonata da bambina, ed insieme affrontano le prime vere difficoltà della vita dopo il liceo.

## Produzione
La serie è stata creata da Christopher Keyser e Amy Lippman, già autori della serie madre Cinque in famiglia. Jennifer Love Hewitt credeva molto in questo progetto, tanto che ne fu anche produttrice esecutiva.
Il titolo originale della serie è Time of Your Life (Il momento della tua vita), per evidenziare i sogni di Sarah e in generale che hanno tutti i ventenni nei confronti della vita; in Italia ha invece preso il fiabesco titolo di Cenerentola a New York, probabilmente per via della sua messa in onda dopo I Simpson, ovvero per catturare quell'audience di ragazzini che seguivano appunto i cartoni animati dell'ora di pranzo. Mentre negli USA la serie è stata un inspiegabile flop (inspiegabile perché gli ascolti della serie originaria Cinque in famiglia sono sempre stati alti), in Italia la serie è stato un piccolo "caso", venendo trasmesso a mezzo episodio al giorno tutti i giorni feriali, e venendo più volte replicata nel corso di appena un anno.
La serie fu un trampolino di lancio per molti attori (o meglio attrici); Cecilia era interpretata da Pauley Perrette, nel cast di NCIS - Unità anticrimine; Jennifer Garner, due anni più tardi questa serie, diverrà la protagonista di Alias; mentre la Hewitt continuerà la sua carriera parallelamente tra cinema, musica e tv e tornerà alla serialità televisiva con Ghost Whisperer - Presenze nel 2005.
La serie non ha avuto vita lunga: dopo un esordio al di sotto delle aspettative, la Fox tentò di salvare la serie mettendola "in pausa" dopo i primi 10 episodi a gennaio del 2000, riscrivendo tutta la storia della stagione, ma al suo ritorno a giugno lo show fu accolto con freddezza, e dopo soli due nuovi episodi trasmessi, la serie fu cancellata.

## Episodi
La prima ed unica stagione di Cenerentola a New York si compone di 19 episodi, ma solo 12 sono andati in onda. A causa della cancellazione, la trama della serie non ha una conclusione.
| Stagione       | Episodi | Prima TV originale | Prima TV Italia |
| -------------- | ------- | ------------------ | --------------- |
| Prima stagione | 19      | 1999-2000          | 2001            |